# George Hardie
George Hardie (sinh năm 1873) là một cầu thủ bóng đá người Anh từng thi đấu ở vị trí thủ môn.